# Septoria spegazzinii
Septoria spegazzinii är en svampart som beskrevs av Sacc. 1884. Septoria spegazzinii ingår i släktet Septoria och familjen Mycosphaerellaceae.   Inga underarter finns listade i Catalogue of Life.